# Buur Gaabo
Buur Gaabo (ook: Bircao, Birikao, Bur Gabo, Burgao, Bur Gap, Bur Gavo, Port Dunford, Port Durnford) is een dorp aan de kust van de Indische Oceaan in het District Badhaadhe in de regio Neder-Juba, Jubaland, in het zuiden van Somalië. Het dorp ligt aan de Kiyaambo Baai, feitelijk de monding van een korte -maar brede- rivier die ook Buur Gaabo heet.
Aan de noordrand van het dorp liggen langs de kust omvangrijke opslagplaatsen van houtskool, dat in het achterland wordt geproduceerd en vanuit Buur Gaabo naar het Arabisch Schiereiland wordt geëxporteerd met dhows. Die export is verboden door de VN Veiligheidsraad omdat met de opbrengsten de islamitische terreurgroep Al-Shabaab wordt gefinancierd. De export was niettemin in 2015 toegenomen. Bij de handel zijn naast Al-Shabaab ook de autoriteiten uit Kismayo betrokken.

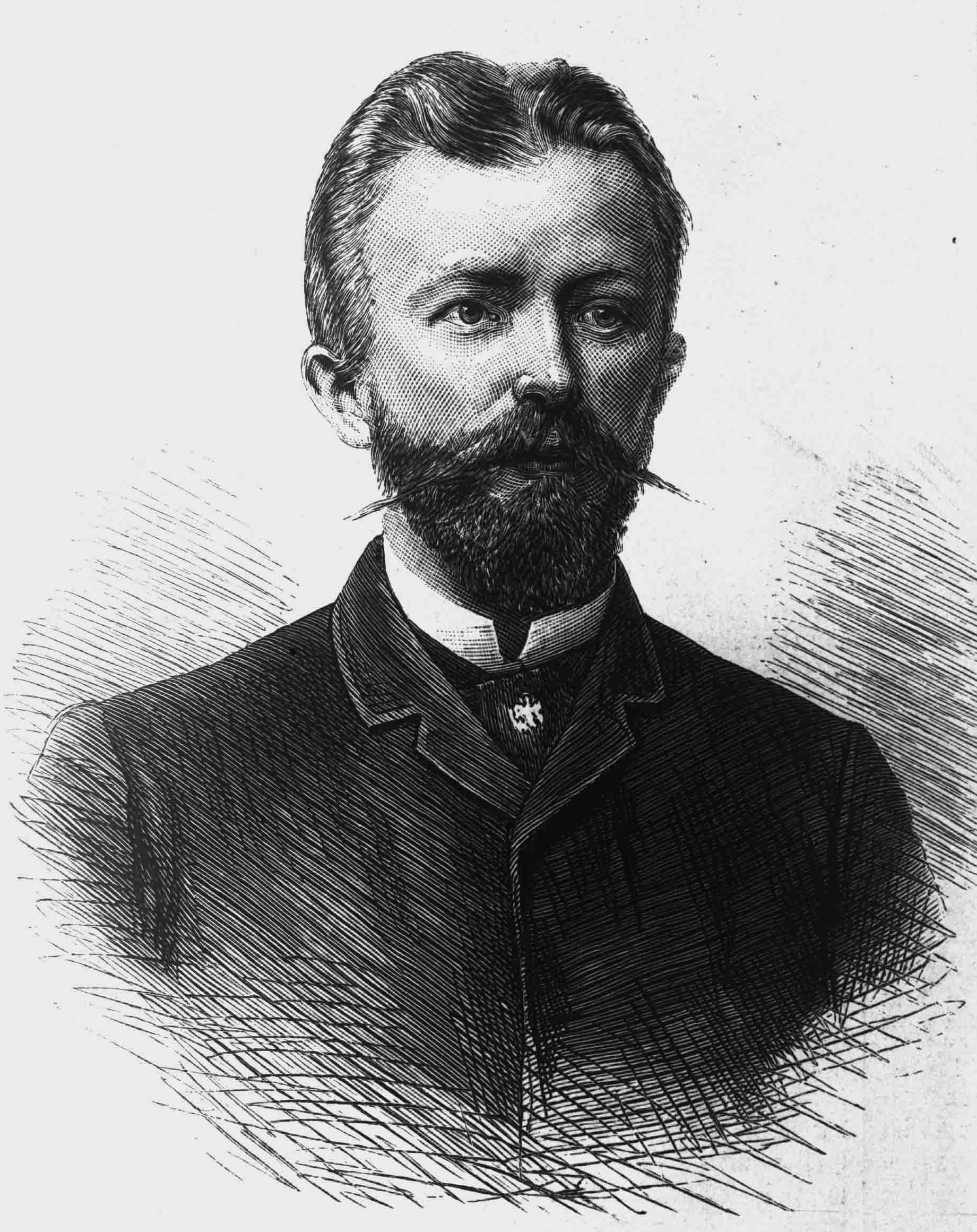
Karl Jühlke, stichter van Buur Gaabo in 1886 en vijf dagen later bij de monding van de Juba vermoord.

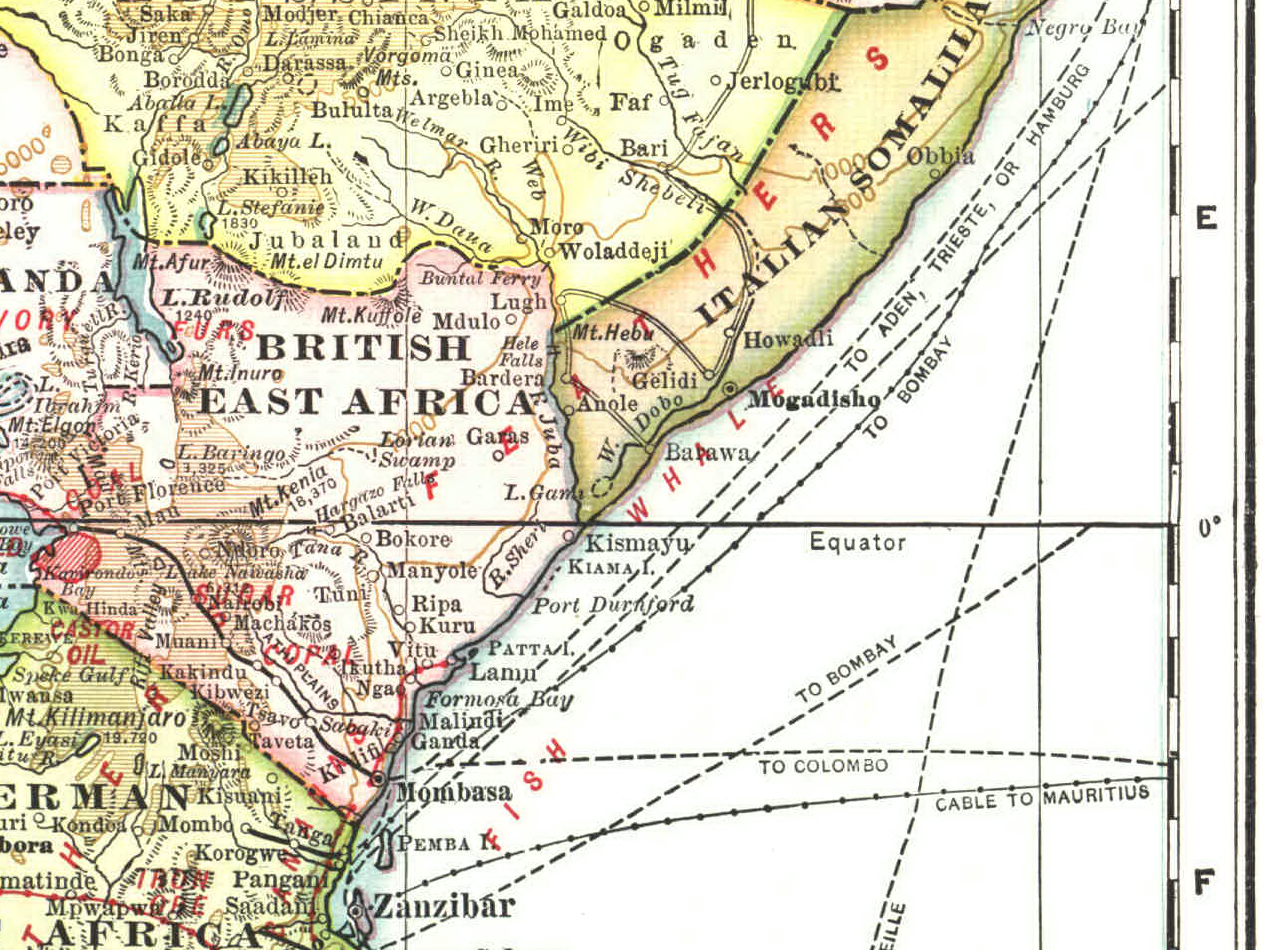
Kaart van Brits Oost-Afrika in 1909 met "Port Durnford"

Buur Gaabo is via een onverharde weg verbonden met Kamboni, het zuidelijkste stadje in Somalië (55 km) bij de Keniaanse grens. De verbindingen met het dun bevolkte binnenland en richting het noorden bestaan uit nauwelijks begaanbare paadjes. De districhthoofdstad Badhaadhe ligt 43 km ten noordwesten van Buur Gaabo. Koday, een kustplaats ten noorden van Buur Gaabo – van waaruit ook illegaal houtskool wordt geëxporteerd – ligt op 26 km afstand. Voor de kust van Buur Gaabo liggen riffen en een reeks eilanden die zich uitstrekken tot aan Kismayo: de Bajuni eilanden. 
Buur Gaabo werd op 26 november 1886 door het Deutsch-Ostafrikanische Gesellschaft (DOAG) als onderdeel van de 3e Duitse Somalië-expeditie gesticht als (handels-)Station Hohenzollernhafen. Deze expeditie had tot doel nieuwe koloniale aanspraken te verwerven. Op dat moment was het hele zuidelijke deel van de Somalische kust in handen van de Sultan van Zanzibar, maar de Duitsers hadden dat probleem omzeild door een beschermingsverdrag af te sluiten met een lokale machthebber die Zanzibar vijandig gezind was, Sultan Ali bin Ismael. Op 1 december 1886 werd expeditieleider Karl Jühlke bij Kismayo door een Somaliër vermoord. Het werk in Station Hohenzollernhafen werd voortgezet tijdens de 4e Somalië-expeditie onder leiding van Joachim Graf Pfeil, luitenant Von Bärensprung en Dr. Fritz Spuhn. Maar veel verder dan voorbereidende werkzaamheden kwamen ook zij niet: het Engels-Duitse Zanzibarverdrag (een grensverdrag) van 1890 betekende het einde van de Duitse aanspraken op de Somalische kust. Zanzibar werd een Brits protectoraat, inclusief het deel van Somalië ten westen van de rivier de Juba: Jubaland.  Hohenzollernhafen werd omgedoopt in Port Durnford.
Port Durnford werd in 1905 als volgt beschreven: "To the south of Kismayu the coast presents a series of small islands, but no feature of importance, except Port Durnford, a harbour of some size and depth. It was formerly a Government station, it being thought unadvisable in the old slaving days to leave a long stretch of coast without any officer ; but now that the slave trade has been abolished, this station has been closed, though the buildings still remain in the charge of a few police. There are a few inhabitants, but the scrub and sand begin immediately round the village, and give one a good idea of the desolation of the district."
Jubaland werd in 1924 door de Britten afgestaan aan de Italianen die er een aparte kolonie van maakten, Oltre Giuba (letterlijk: "aan de overkant van de Juba"), met Kismayo als hoofdstad. De Italianen wijzigden de naam Port Durnford in Burgao dat later door Somaliërs werd verbogen tot Buur Gaabo.
Klimaat: Buur Gaabo heeft een tropisch savanneklimaat met een gemiddelde jaartemperatuur van 27,2°C. De warmste maand is april met gemiddeld 28,8°C; de koelste maand is juli, gemiddeld 25,6°C. De jaarlijkse neerslag bedraagt ca. 474 mm (ter vergelijking, in Nederland ca. 800 mm). Het droge seizoen is van januari t/m maart, gevolgd door een regenseizoen van april t/m juli. Daarna blijft er regelmatig neerslag vallen met nog een kleine piek in oktober. De natste maand is mei; er valt dan ca. 130 mm, ruim een kwart van de jaarlijkse hoeveelheid. De jaarlijkse fluctuaties kunnen overigens aanzienlijk zijn.